# Nikolai Derugin
Nikolai Derugin (en géorgien : ნიკოლოზ დერიუგინი), né le 30 avril 1959 à Koutaïssi, dans la République socialiste soviétique de Géorgie, est un ancien joueur soviétique de basket-ball, évoluant au poste de pivot. 

## Carrière

### Palmarès
- Médaille de bronze aux Jeux olympiques 1980
- Champion du monde 1982
- Champion d'Europe 1981
- Médaille de bronze au championnat d'Europe 1983